# Zbrodnie nacjonalistów ukraińskich w powiecie krzemienieckim
Zbrodnie nacjonalistów ukraińskich w powiecie krzemienieckim – zbrodnie nacjonalistów ukraińskich i miejscowego ukraińskiego chłopstwa (tzw. czerni) na głównie polskiej ludności cywilnej podczas rzezi wołyńskiej w powiecie krzemienieckim w dawnym województwie wołyńskim w okresie II wojny światowej.
Natężenie mordów w powiecie krzemienieckim to kwiecień 1943 r. W 4 miejscowościach zginęło powyżej 100 osób, w tym w Kołodnie 516 Polaków. Zaatakowano 131 miejscowości. Na terenie powiatu krzemienieckiego ofiarą zbrodni padło 3276-3279 Polaków (ustalona, minimalna liczba ofiar). Ponadto zginęło co najmniej 10 Czechów, 292 Żydów, 119 Ukraińców, 17 Rosjan. Ustalono 79 sprawców zbrodni. W co najmniej 25 przypadkach napadów Ukraińcy udzielili Polakom pomocy. Spalonych zostało co najmniej 8 kościołów i 4 kaplice. 
Zbrodnie głównie były dziełem UPA, wzmocnionej w marcu i kwietniu 1943 r. przez dezerterów z ukraińskiej policji, wspomaganej przez ukraińskich chłopów, samoobronę (SKW) i Służbę Bezpeky OUN-B. W niewielkim zakresie jako sprawców wskazuje się oddziały zbrojne melnykowców i bulbowców.
Ogółem nacjonaliści zniszczyli 62 osiedla polskie.

## Miejsca zbrodni i liczba ofiar
- Krzemieniec - ofiarą nacjonalistów ukraińskich padło 15 Polaków, 130 Żydów, 1 Czech

### gmina Bereżce
| Zbrodnie w miejscowościach | Ustalona (minimalna) liczba ofiar |
| -------------------------- | --------------------------------- |
| Bereżce                    | 3 Polaków                         |
| Boroczyk                   | 7 Polaków                         |
| Chotówka                   | 3 Polaków                         |
| Kokorów Nowy               | 13 Polaków                        |
| Komnatka                   | 4 Polaków                         |
| Królewski Most             | 2 Polaków                         |
| Podolany                   | 12 Polaków                        |
| Sapanów                    | 1 Ukrainiec                       |
| majątek Szpikołosy         | 12 Polaków, 1 Ukrainiec           |
| wieś Szpikołosy            | 14 Polaków                        |

### gmina Białozórka
| Zbrodnie w miejscowościach | Ustalona (minimalna) liczba ofiar |
| -------------------------- | --------------------------------- |
| Białozórka                 | 22 Polaków, 4 Ukraińców           |
| Jankowce                   | 1 Polak                           |
| Mołotków                   | 19 Polaków                        |
| Oryszkowce                 | 3 Polaków                         |
| futor Pozichowskiego       | 7 Polaków                         |
| Wanżułów                   | 12 Polaków                        |

### gmina Dederkały
| Zbrodnie w miejscowościach | Ustalona (minimalna) liczba ofiar  |
| -------------------------- | ---------------------------------- |
| Borki                      | 77 Polaków                         |
| Bykowce                    | 32 Polaków                         |
| Dederkały Małe             | Liczba ofiar nieznana              |
| Dederkały Duże             | 21 Polaków, 4 Ukraińców            |
| Dębina                     | 40 Polaków                         |
| Medwedówka                 | 8 Polaków                          |
| futor Michałówka           | 2 Polaków                          |
| wieś Michałówka            | 17 Polaków                         |
| Nowystaw                   | 1 Ukrainiec                        |
| Obory                      | 2 Polaków                          |
| Potutorów                  | 20 Polaków                         |
| Radoszówka                 | 50 Polaków                         |
| Sadki                      | 33 Polaków, 1 Ukrainiec, 11 Rosjan |
| Sienkiewicze               | 1 Polak                            |
| Szkrobotówka               | 71 Polaków                         |
| Szumbar                    | 1 Polak                            |
| Wołkowce                   | 3 Polaków, 1 Ukrainiec             |
| Zahajce Wielkie            | 5 Polaków                          |
| Zahorce                    | 32 Polaków                         |

### gmina Katerburg
| Zbrodnie w miejscowościach | Ustalona (minimalna) liczba ofiar |
| -------------------------- | --------------------------------- |
| majątek Cecyniówka         | 3-6 Polaków                       |
| wieś Cecyniówka            | 2 Polaków                         |
| Folwarki Duże              | 1 Polak                           |
| Horynka                    | 1 Polak                           |
| Matwiejowce                | 25 Polaków                        |
| Okniny Duże                | 3 Polaków                         |
| Piszczatyńce               | 15 Polaków                        |
| Rybcza                     | 3 Polaków                         |
| majątek Tetylkowce         | 5 Polaków                         |
| wieś Tetylkowce            | 1 Polak                           |
| Wilia                      | 5 Polaków                         |
| Zarudzie                   | 1 Polak                           |

### gmina Kołodno
| Zbrodnie w miejscowościach | Ustalona (minimalna) liczba ofiar   |
| -------------------------- | ----------------------------------- |
| Babie                      | 6-osobowa rodzina polsko-ukraińska  |
| Czajczyńce                 | 61 Polaków                          |
| Glińczuki                  | 5 Polaków                           |
| Kochanówka                 | 2-osobowa rodzina polsko-ukraińska  |
| Kołodno                    | 516 Polaków, 88 Ukraińców, 2 Rosjan |
| Musurowce                  | 1 Polak                             |
| Piłsudy                    | Liczba ofiar nieznana               |
| Rzeszniówka                | 11 Polaków                          |
| Wola Wilsona               | 55 Polaków                          |
| Zarudzie                   | 30 Polaków                          |

### gmina Łanowce
| Zbrodnie w miejscowościach | Ustalona (minimalna) liczba ofiar |
| -------------------------- | --------------------------------- |
| Kozaczki                   | 2 Polaków                         |
| Łanowce                    | 11 Polaków, 60 Żydów              |

### gmina Poczajów
| Zbrodnie w miejscowościach | Ustalona (minimalna) liczba ofiar |
| -------------------------- | --------------------------------- |
| Budki                      | 4 Polaków                         |
| Komarówka                  | 1 Polak                           |
| Leduchów                   | 1 Polak                           |
| Rostoki                    | 2 Polaków                         |

### gmina Stary Oleksiniec
| Zbrodnie w miejscowościach | Ustalona (minimalna) liczba ofiar |
| -------------------------- | --------------------------------- |
| Baszuki                    | 3 Ukraińców                       |
| Młynowce                   | 6 Polaków                         |
| Oleksiniec Stary           | 2 Polaków                         |
| Rydoml                     | 3 Polaków                         |
| Usteczko                   | 1 Polak                           |

### gmina Szumsk
| Zbrodnie w miejscowościach | Ustalona (minimalna) liczba ofiar             |
| -------------------------- | --------------------------------------------- |
| Androszówka                | 6 Polaków, 4-osobowa rodzina polsko-ukraińska |
| Bołożówka                  | 6 Polaków, 5-osobowa rodzina polsko-ukraińska |
| Chodaki                    | 5 Polaków                                     |
| Drygany                    | 6 Polaków                                     |
| Dubrowa                    | 31 Polaków                                    |
| Hucisko Horodyskie         | 13 Polaków                                    |
| Hucisko Pikulskie          | 23 Polaków                                    |
| Huta Stara                 | 59 Polaków                                    |
| Iserna                     | 26 Polaków                                    |
| Janowe Hucisko             | 1 Polak                                       |
| Kuty                       | 67 Polaków                                    |
| Kordyszów                  | 1 Polak, 5 Rosjan                             |
| Kotiaczyn                  | 20 Polaków                                    |
| Krugolec                   | 3 Czechów                                     |
| Litowiszcze                | 16 Polaków                                    |
| Malinów                    | 8 Polaków                                     |
| Marynki                    | 2 Polaków                                     |
| Obycze                     | 3 Polaków                                     |
| Przemorówka                | 18 Polaków                                    |
| Rachmanów                  | 32 Polaków                                    |
| Sadki Małe                 | 1 Polak                                       |
| Suraż                      | 47 Polaków                                    |
| Szumsk                     | 4 Polaków, 3 Ukraińców, 1 Czech               |
| Waśkowce                   | 8 Polaków                                     |
| Załuże                     | 35 Polaków                                    |

### gmina Uhorsk
| Zbrodnie w miejscowościach | Ustalona (minimalna) liczba ofiar         |
| -------------------------- | ----------------------------------------- |
| Antonowce                  | 9 Polaków, 1 Ukrainiec                    |
| Baszkowce                  | 3 Czechów, liczba ofiar polskich nieznana |
| Białokrynica               | 1 Polak                                   |
| Bielecka Dolina            | 1 Czech                                   |
| Budki                      | 1 Polak                                   |
| Daniłówka                  | 16 Polaków                                |
| Dębina                     | 6 Polaków                                 |
| Grabówka                   | 2 Polaków                                 |
| Huta Antonowiecka          | 50 Polaków                                |
| Iłowica Mała               | 7 Polaków                                 |
| Hucisko Garnacarskie       | 17 Polaków                                |
| Hucisko Piaseczne          | 6 Polaków                                 |
| Hucisko Stożeckie          | 3 Polaków                                 |
| Laszówka                   | 25 Polaków                                |
| Lisznia                    | 4 Ukraińców                               |
| Ludwiszcze                 | 10 Polaków                                |
| Majdan                     | 12 Polaków                                |
| Moczanówka                 | 4 Polaków                                 |
| Moczary                    | 18 Polaków                                |
| Mosty                      | 14 Polaków                                |
| Piaseczna Huta             | Liczba ofiar nieznana                     |
| futor Rudnia               | 1 Polak                                   |
| Sosnówka                   | 2 Polaków, 1 Ukrainiec                    |
| Stożek                     | 24 Polaków                                |
| Trzy Kopce                 | 1 Polak                                   |
| Tylawka                    | 1 Czech                                   |
| Uhorsk                     | 1 Polak, 1 Ukrainiec                      |
| Wesołówka                  | 9 Polaków                                 |
| Zabara                     | 75 Polaków                                |
| Zaleśce                    | 20 Polaków                                |
| Żołobki                    | 2 Polaków                                 |

### gmina Wiśniowiec
| Zbrodnie w miejscowościach | Ustalona (minimalna) liczba ofiar |
| -------------------------- | --------------------------------- |
| Bodaki                     | 2 Polaków                         |
| Kinachowce                 | 16 Polaków                        |
| Maniów                     | 60 Polaków                        |
| Myszkowce                  | 2 Polaków                         |
| Polany                     | 70 Polaków                        |
| Wiśniowiec Nowy            | 308 Polaków, 100 Żydów            |
| Wiśniowiec Stary           | 182 Polaków                       |

### gmina Wyszogródek
| Zbrodnie w miejscowościach | Ustalona (minimalna) liczba ofiar |
| -------------------------- | --------------------------------- |
| Domaninka Duża             | 3 Polaków                         |
| Szyły                      | 1 Polak                           |
| Wyszogródek                | 150 Polaków                       |

### Zbrodnie w nieustalonych miejscach
W nieustalonych miejscach powiatu kowelskiego zginęło również co najmniej 341 Polaków, 5 Ukraińców.

## Kierownictwo terenowe OUN-B w powiecie krzemienieckim
| Funkcja                                     | Imię, nazwisko i pseudonim | Okres działalności |
| ------------------------------------------- | -------------------------- | ------------------ |
| przewodniczący okręgu                       | Andrij Kulisz "Hariaczyj"  | 1943               |
| przewodniczący Frontu Ukraińskiej Rewolucji | Tymisz Wosiuk "Jaworenko"  | 1942               |
| drużynowy podziemnej bojówki OUN            | Danyło Korondynowycz       | 1944               |